# U-119 (1942)
| U-119                      | U-119                                                                         | U-119                                                                         |
| -------------------------- | ----------------------------------------------------------------------------- | ----------------------------------------------------------------------------- |
|                            |                                                                               |                                                                               |
|                            |                                                                               |                                                                               |
|                            |                                                                               |                                                                               |
| Під прапором               | Третій рейх                                                                   | Третій рейх                                                                   |
| Спуск на воду              | 6 січня 1942 року                                                             | 6 січня 1942 року                                                             |
| Виведений зі складу флоту  | 24 червня 1943 року                                                           | 24 червня 1943 року                                                           |
| Сучасний статус            | затоплений                                                                    | затоплений                                                                    |
| Проєкт                     |                                                                               |                                                                               |
| Тип ПЧ                     | Підводний мінний загороджувач                                                 | Підводний мінний загороджувач                                                 |
| Основні характеристики     |                                                                               |                                                                               |
| Швидкість (надводна)       | 17 вузлів                                                                     | 17 вузлів                                                                     |
| Швидкість (підводна)       | 7 вузлів                                                                      | 7 вузлів                                                                      |
| Гранична глибина занурення | 220 м                                                                         | 220 м                                                                         |
| Екіпаж                     | 52 особи                                                                      | 52 особи                                                                      |
| Розміри                    |                                                                               |                                                                               |
| Довжина найбільша (по КВЛ) | 89,8 м                                                                        | 89,8 м                                                                        |
| Ширина корпусу найб.       | 9,2 м                                                                         | 9,2 м                                                                         |
| Висота                     | 10,2 м                                                                        | 10,2 м                                                                        |
| Середня осадка (по КВЛ)    | 4,70 м                                                                        | 4,70 м                                                                        |
| Водотоннажність надводна   | 1763 т                                                                        | 1763 т                                                                        |
| Озброєння                  |                                                                               |                                                                               |
| Артилерія                  | одна палубна гармата калібру 105-мм, одна 37-мм та одна 20-мм зенітна гармата | одна палубна гармата калібру 105-мм, одна 37-мм та одна 20-мм зенітна гармата |
| Торпедно- мінне озброєння  | 2 кормових ТА. 15 торпед або 66 мін                                           | 2 кормових ТА. 15 торпед або 66 мін                                           |

U-119 — німецький підводний човен типу XB, часів Другої світової війни.
Замовлення на будівництво човна було віддане 7 серпня 1939 року. Човен був закладений на верфі «F. Krupp Germaniawerft AG» у місті Кіль 15 травня 1940 року під заводським номером 624, спущений на воду 6 січня 1942 року, 2 квітня 1942 року увійшов до складу 4-ї флотилії. За час служби також перебував у складі 12-ї флотилій.
Човен зробив 2 походи, у якому потопив 1 (водотоннажністю 2 937 брт) та пошкодив 1 (водотоннажністю 7 176 брт) судно.
24 червня 1943 року потоплений у Біскайській затоці (44°59′ пн. ш. 12°24′ зх. д. / 44.983° пн. ш. 12.400° зх. д.) глибинними бомбами та тараном британського шлюпу «Старлінг». Всі 57 членів екіпажу загинули.

## Командири
- Капітан-лейтенант Алоїз Цех (2 квітня 1942 — 16 квітня 1943)
- Капітан-лейтенант Горст-Тессен фон Камеке (15 квітня — 24 червня 1943)

## Потоплені та пошкоджені кораблі[3]
| Назва        | Тип            | Належність | Дата          | Тоннаж (БРТ) | Вантаж                      | Статус     | Місце                                                       |
| Halma        | вантажне судно | Панама     | 3 червня 1943 | 2 937        | 2975 т генеральних вантажів | потоплено  | 44°17′ пн. ш. 62°23′ зх. д. / 44.283° пн. ш. 62.383° зх. д. |
| John A. Poor | вантажне судно | США        | 28 липня 1943 | 7 176        | 8500 т генеральних вантажів | пошкоджено | 42°51′ пн. ш. 64°55′ зх. д. / 42.850° пн. ш. 64.917° зх. д. |